# Speyeria igeli
Speyeria igeli är en fjärilsart som beskrevs av Dos Passos och William Grey 1947. Speyeria igeli ingår i släktet Speyeria och familjen praktfjärilar. Inga underarter finns listade i Catalogue of Life.